# Théorie du risque
Le terme théorie du risque est susceptible de plusieurs acceptions.

## En économie
La Théorie du risque a été développée par Frank Knight en 1921 dans son livre Risk, Uncertainty and Profit.
Il existe selon lui deux types de risques :
1. Le risque assurable, dont l'occurrence est probabilisable et pour lequel on peut s’assurer ;
2. Le risque d’entreprise ou incertitude, où l'entreprise doit faire plusieurs choix successifs (que produire, en quelle quantité, à quel prix) et où la possibilité d'une erreur est importante. Si l’entrepreneur se trompe dans un ou plusieurs choix, il y aura perte sèche. Aucune assurance ne pourra compenser cette perte, car les erreurs viennent de la politique de l’entreprise et non pas d'aléas indépendants.

L'incertitude de Knight décrit un risque qui n'est pas mesurable.
La sanction des erreurs est rapide et impitoyable, il faut donc une compensation plus forte : le profit. Il propose donc que les entrepreneurs perçoivent un profit lorsqu'ils ne font aucune erreur, et que les "bons" entrepreneurs fassent plus de profits. L'importance de l'incertitude réside dans le fait que l'absence de profit potentiel pourrait mener à une situation sans entrepreneurs.
Cette théorie est souvent vue comme faisant la liaison entre celle de Adam Smith (idée de risque) et celle de John Maynard Keynes (notion d’incertitude).

## En droit civil
L'auteur civiliste Mazeaud explique la théorie du risque en droit civil de la façon suivante :  « Parmi les partisans de la théorie du risque, certains se contentent de nier la nécessité de la faute; ils déclarent que tout fait, fautif ou non fautif, qui cause un dommage oblige son auteur à réparation. C'est ce qu'on peut appeler la théorie du risque intégrale, thèse purement négative. Mais la plupart des détracteurs de l'idée de faute ne s'arrêtent pas là: après avoir démoli, ils s'efforcent de construire; ils reconnaissent que tous les faits dommageables ne sont pas susceptibles d'engager la responsabilité de leur auteur; ils cherchent alors un critère, distinct de la faute, permettant d'établir la discrimination qu'ils estiment nécessaire; ils se séparent d'ailleurs dans cette recherche, chacun proposant un critère particulier. C'est, par exemple, la théorie du risque‑profit.» Selon le même auteur, la théorie du risque n'est pas acceptée en droit français.
En droit québécois, la théorie du risque n'est également pas acceptée, d'après l'arrêt Lapierre c. P.G. Québec de la Cour suprême du Canada. Dans cette affaire, une fillette subit une réaction rare d'encéphalite virale entraînant une incapacité quasi totale après avoir été vaccinée par le gouvernement du Québec. Le lien de causalité entre le vaccin et l'encéphalite virale n'est pas contesté, mais le gouvernement plaide qu'il n'a pas commis de faute en vaccinant la fillette. Les parents de la fillette plaident qu'il existe une responsabilité objective en matière de vaccination, mais la Cour suprême rejette cet argument et observe que la théorie du risque n'existe pas en droit québécois et que le gouvernement n'a pas commis de faute en vertu des règles ordinaires de la responsabilité civile. La Cour suprême observe cependant que l'existence d'une obligation sans égard à la faute aurait été une excellente chose dans ce cas.